# Segundo gabinete presidencial de Donald Trump
Donald Trump assumiu o cargo de Presidente dos Estados Unidos, em 20 de janeiro de 2025. O presidente tem autoridade para nomear membros de seu Gabinete para o Senado dos Estados Unidos para confirmação sob a Cláusula de Nomeações da Constituição dos Estados Unidos.

## Membros do Gabinete
Todos os membros do Gabinete necessitam de "conselho e consentimento" do Senado dos Estados Unidos após nomeação pelo Presidente antes de assumirem seus respectivos cargos. O Vice-presidente é uma exceção à lei, sendo eleito juntamente com o Presidente e já estabelecido pela Constituição do país. Alguns outros cargos possuem somente o nível de gabinete (como o Chefe de Gabinete da Casa Branca, o Conselheiro de Segurança Nacional e o Porta-voz da Casa Branca) e, portanto, não precisam de confirmação do Senado após sua nomeação.
Como o Partido Republicano controla o Senado, espera-se que todos os indicados de Trump sejam confirmados com pouca contestação. No entanto, alguns indicados enfrentaram críticas de alguns republicanos no Senado.
Os seguintes foram nomeados como indicados ao Gabinete pelo Presidente dos Estados Unidos.
| Segundo gabinete do Presidente Donald Trump | Segundo gabinete do Presidente Donald Trump                 | Segundo gabinete do Presidente Donald Trump | Segundo gabinete do Presidente Donald Trump                         |
| --- | ----------------------------------------------------------- | --- | ------------------------------------------------------------------- |
| Eleito para o cargo – todos os outros membros do gabinete servem à vontade do presidente Ainda a ser confirmado pelo Senado Servindo em caráter interino Sem necessidade de consentimento do Senado |                                                             | |                                                                     |
| Cargo Date anunciado/confirmado | Nomeado                                                     | Cargo Date anunciado/confirmado | Nomeado                                                             |
| Vice-presidente Anunciado 15 de julho de 2024 Eleito 5 de novembro de 2024 Assumiu o cargo 20 de janeiro de 2025                                                                                    | Senador dos EUA J. D. Vance de Ohio                         | Secretário de Estado Administrador interino da USAID* Anunciado 12 de novembro de 2024 (Estado) Estado - Assumiu o cargo 21 de janeiro de 2025 USAID - Assumiu o cargo 3 de fevereiro de 2025 | Senador dos EUA Marco Rubio da Flórida                              |
| Secretário do Tesouro Anunciado 22 de novembro de 2024 Assumiu o cargo 28 de janeiro de 2025 | CEO da Key Square Group Scott Bessent da Carolina do Sul    | Secretário da Defesa Anunciado 12 de novembro de 2024 Assumiu o cargo 25 de janeiro de 2025                                                                                                   | Apresentador de TV e veterano do Exército Pete Hegseth do Tennessee |
| Procuradora-geral Anunciado 21 de novembro de 2024 Assumiu o cargo 5 de fevereiro de 2025 | Ex-procuradora-geral estadual Pam Bondi da Flórida          | Secretário do Interior Anunciado 14 de novembro de 2024 Assumiu o cargo 1 de fevereiro de 2025                                                                                                | Ex-governador Doug Burgum da Dakota do Norte                        |
| Secretária da Agricultura Anunciado 23 de novembro de 2024 Assumiu o cargo 13 de fevereiro de 2025                                                                                                  | Presidente da AFPI Brooke Rollins do Texas                  | Secretário do Comércio Anunciado 19 de novembro de 2024 Assumiu o cargo 21 de fevereiro de 2025                                                                                               | CEO da Cantor Fitzgerald Howard Lutnick de Nova Iorque              |
| Secretária do Trabalho Anunciado 22 de novembro de 2024 Assumindo o cargo TBD | Ex-representante Lori Chavez-DeRemer do Óregon              | Secretário de Saúde e Serviços Humanos Anunciado 14 de novembro de 2024 Assumiu o cargo 13 de fevereiro de 2025                                                                               | Advogado e ativista Robert F. Kennedy Jr. da Califórnia             |
| Secretário de Habitação e Desenvolvimento Urbano Anunciado 22 de novembro de 2024 Assumiu o cargo 5 de fevereiro de 2025                                                                            | Ex-representante estadual Scott Turner do Texas             | Secretário de Transporte Anunciado 18 de novembro de 2024 Assumiu o cargo 28 de janeiro de 2025                                                                                               | Ex-representante Sean Duffy do Wisconsin                            |
| Secretário da Energia Anunciado 16 de novembro de 2024 Assumiu o cargo 4 de fevereiro de 2025 | CEO da Liberty Energy Chris Wright do Colorado              | Secretária de Educação Anunciado 19 de novembro de 2024 Assumindo o cargo TBD | Ex-administrador da SBA Linda McMahon de Connecticut                |
| Secretário de Assuntos de Veteranos Anunciado 14 de novembro de 2024 Assumiu o cargo 5 de fevereiro de 2025                                                                                         | Ex-representante Doug Collins da Geórgia                    | Secretária de Segurança Interna Anunciado 12 de novembro de 2024 Assumiu o cargo 25 de janeiro de 2025                                                                                        | Governadora Kristi Noem da Dakota do Sul                            |
| (*) - indica responsabilidades adicionais após ser confirmado no gabinete |                                                             | |                                                                     |
| Cargo Data anunciado/confirmado | Nomeado                                                     | Cargo Data anunciado/confirmado | Nomeado                                                             |
| Chefe de Gabinete da Casa Branca Anunciado 7 de novembro de 2024 Assumiu o cargo 20 de janeiro de 2025                                                                                              | Consultora política Susie Wiles da Flórida                  | Administrador da Agência de Proteção Ambiental Anunciado 11 de novembro de 2024 Assumiu o cargo 29 de janeiro de 2025                                                                         | Ex-representante Lee Zeldin de Nova Iorque                          |
| Diretor do Escritório de Gestão e Orçamento Anunciado 22 de novembro de 2024 Assumiu o cargo 7 de fevereiro de 2025                                                                                 | Ex-diretor da OMB Russell Vought da Virgínia                | Diretora de Inteligência Nacional Anunciado 13 de novembro de 2024 Assumindo o cargo TBD | Ex-representante Tulsi Gabbard do Havaí                             |
| Diretor da Agência Central de Inteligência Anunciado 12 de novembro de 2024 Assumiu o cargo 23 de janeiro de 2025                                                                                   | Ex-diretor de Inteligência Nacional John Ratcliffe do Texas | Representante Comercial dos Estados Unidos Anunciado 26 de novembro de 2024 Assumindo o cargo TBD                                                                                             | Ex-USTR Jamieson Greer de Washington, D.C.                          |
| Embaixadora nas Nações Unidas Anunciado 10 de novembro de 2024 Assumindo o cargo TBD | Ex-representante Elise Stefanik de Nova Iorque              | Administrador da Administração de Pequenas Empresas Anunciado 4 de dezembro de 2024 Assumindo o cargo TBD                                                                                     | Ex-senadora dos EUA Kelly Loeffler da Geórgia                       |

#### Linha do tempo
Abaixo está uma linha do tempo das nomeações, confirmações de membros do gabinete.

## Candidatos nomeados para cargos de nível de gabinete
Oficiais de nível de gabinete têm posições que são consideradas de nível de gabinete, mas que não são chefes de departamentos executivos. Quais posições exatas são consideradas de nível de gabinete variam com cada presidente.

### Chefe de Gabinete da Casa Branca
O chefe de gabinete da Casa Branca tem sido tradicionalmente o funcionário de mais alto escalonamento na Casa Branca. As responsabilidades do chefe de gabinete são tanto de gestão como de aconselhamento sobre os assuntos oficiais do Presidente. O chefe de gabinete é nomeado pelo Presidente e serve a seus selecionados, sem necessidade de confirmação pelo Senado. Em 7 de novembro de 2024, Trump anunciou Susie Wiles como a sua escolha para chefe de gabinete, após ela ter atuado como co-presidente de sua campanha de 2024.
| Chefe de Gabinete da Casa Branca | Chefe de Gabinete da Casa Branca | Chefe de Gabinete da Casa Branca | Chefe de Gabinete da Casa Branca | Chefe de Gabinete da Casa Branca | Chefe de Gabinete da Casa Branca | Chefe de Gabinete da Casa Branca | Chefe de Gabinete da Casa Branca |
| Retrato                          | Nome                             | Data de nascimento               | Estado                           | Mandato                          | Carreira | Referência                       |                                  |
| -------------------------------- | -------------------------------- | -------------------------------- | -------------------------------- | -------------------------------- | --- | -------------------------------- | -------------------------------- |
|                                  | Susie Wiles                      | 14 de maio de 1957 (67 anos)     | Flórida                          | 20 de janeiro de 2025 – presente | - Co-presidente da campanha presidencial de Donald Trump em 2024 - Funcionária da campanha presidencial de Donald Trump em 2016 - Gestora de campanha de Jon Huntsman Jr. | [ 4 ]                            |                                  |